# Companhia de Precursores Aeroterrestres

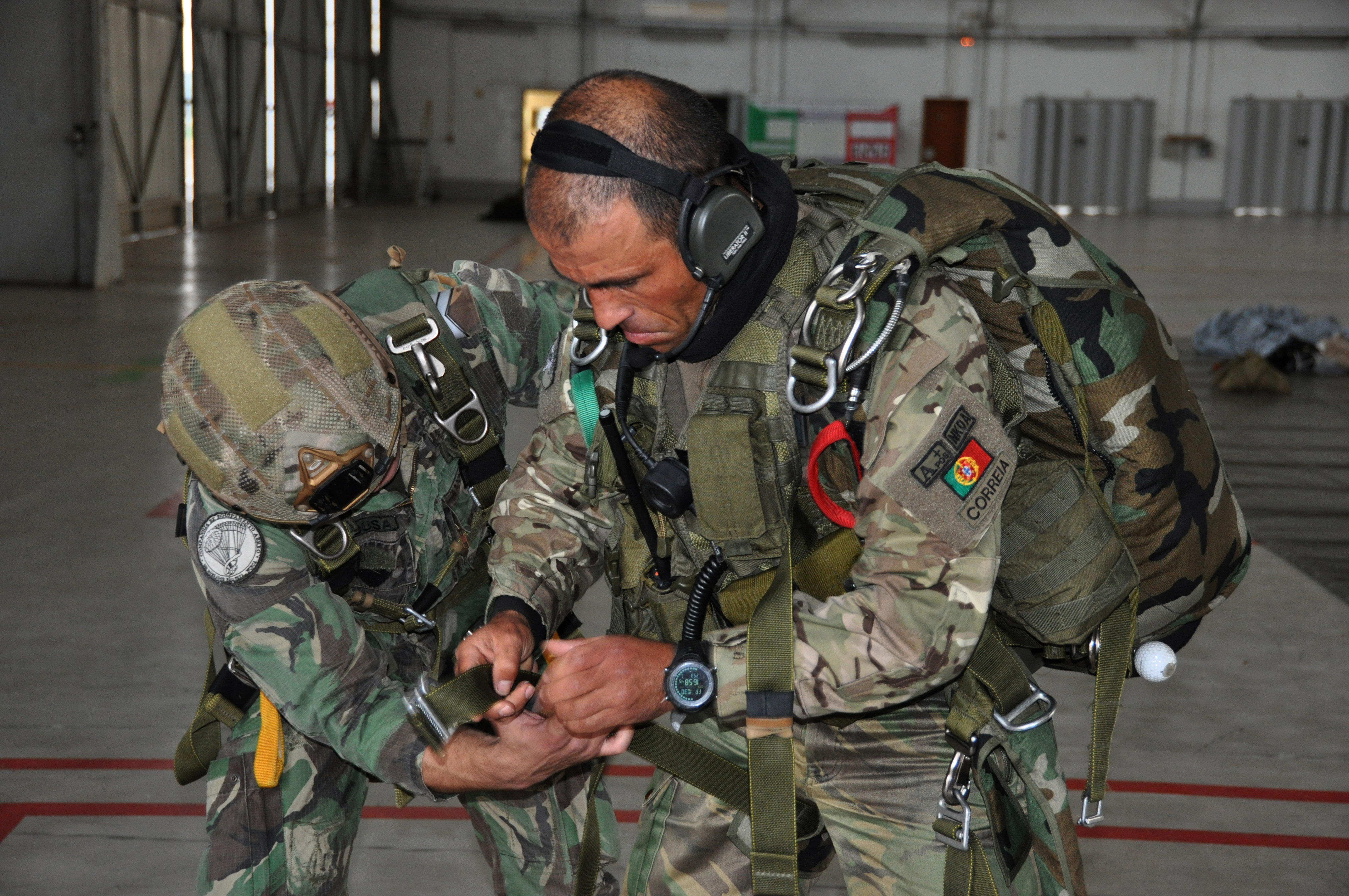
Saltador Operacional de Grande Altitude (SOGA) da CPrecs, antes de um salto em paraquedas.

A Companhia de Precursores Aeroterrestres (CPrecs) é uma subunidade especial das Tropas Paraquedistas de Portugal, vocacionada para o reconhecimento e operação de zonas de aterragem de aeronaves e zonas de lançamento de paraquedistas em contexto de operações aerotransportadas.
A CPrecs constitui um elemento operacional da Brigada de Reação Rápida do Exército Português, estando administrativamente integrada no Batalhão de Apoio Aeroterrestre (BAAT) do Regimento de Paraquedistas.
Os elementos da CPrecs são conhecidos por "precursores" (oficiais e sargentos) / "auxiliares de precursores " (praças) ou "precs". Os elementos habilitados à realização de saltos HAHO ou HALO são designados "saltadores operacionais a grande altitude" ou "SOGAs".

## Missão
A Companhia de Precursores Aeroterrestres tem como missões:
- Reconhecer e operar zonas de aterragem (ZA) de aeronaves de asa fixa e móvel e zonas de lançamento de paraquedistas (ZL), estabelecendo as ajudas necessárias à navegação e às comunicações de controle de tráfego aéreo, em condições de ambiente hostil e austero;
- Efetuar reconhecimentos em proveito do comando da operação aerotransportada;
- Efectuar operações de ação direta de carácter limitado.

## Organização
A Companhia de Precursores Aeroterrestres é comandada por um major e inclui:
1. Comando;
2. Destacamento de Precursores Alfa - constituído por 16 saltadores operacionais a grande altitude (1 capitão, 5 sargentos e 10 praças);
3. Destacamento de Precursores Bravo - constituído por 16 precursores não SOGAs (1 oficial subalterno, 5 sargentos e 10 praças).

## Seleção e formação

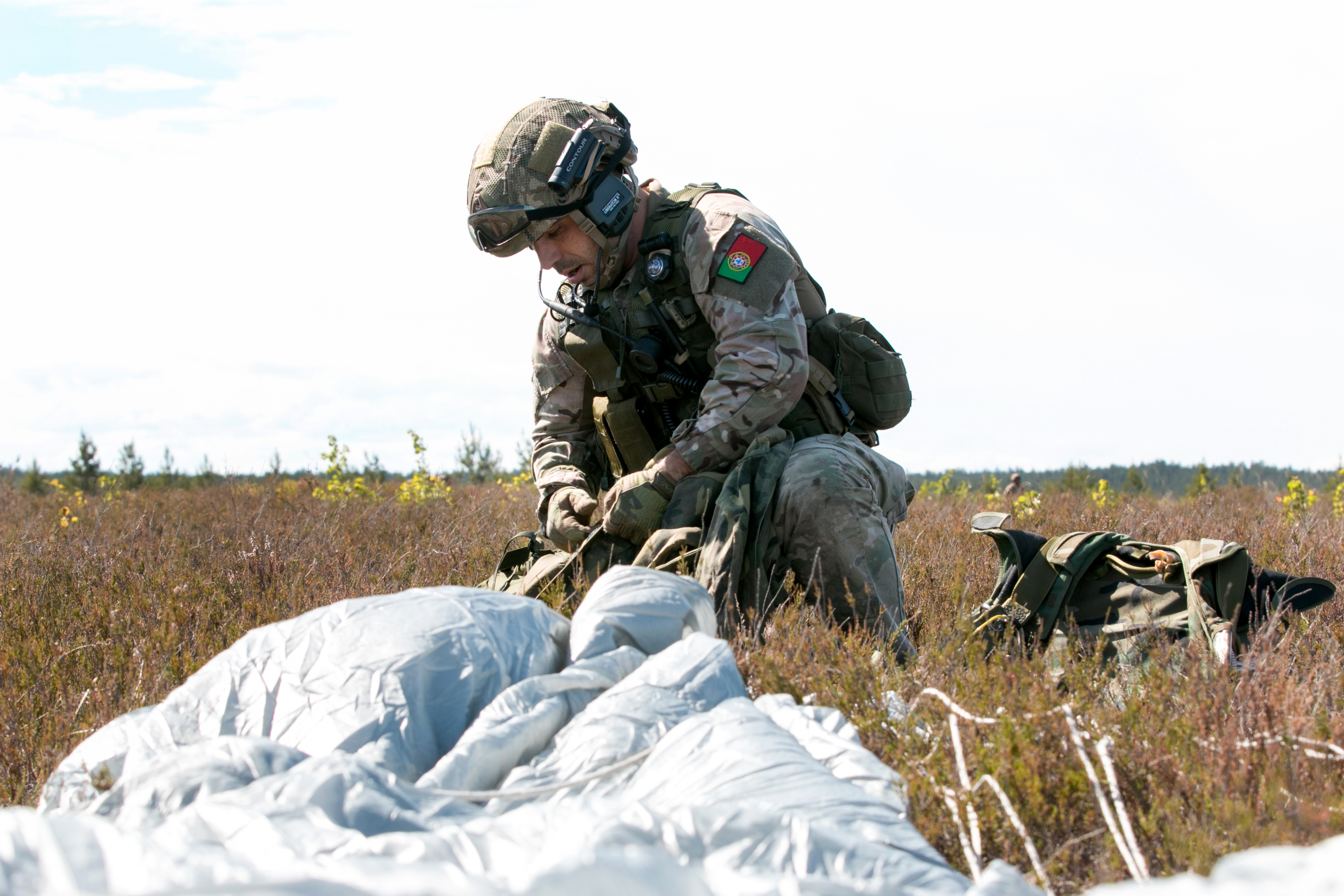
Paraquedista português, após um salto HALO de treino.

Só podem ser admitidos a esta companhia os militares já qualificados como paraquedistas e que se qualifiquem complementarmente com o curso de auxiliar de precursor/precursor. Esta qualificação é obtida após frequência, com aproveitamento, da respectiva formação, ministrada no Regimento de Paraquedistas (ex-Escola de Tropas Paraquedistas).
As provas de admissão
Após um conjunto de testes médicos de aptidão, têm lugar as provas de admissão. São dois dias de testes em que se pretende comprovar a resistência física e psicológica, o espírito de corpo e de sacrifício necessários ao desempenho do futuro precursor.
1º dia de manhã
Corrida de 90 metros com saco de 50 kg;
Corrida de 1 500 metros com todo material de guerra;
Corrida de 8 000 metros com todo material de guerra;
1º Dia à tarde
Subida à corda de 7 metros com todo material de guerra;
Provas de Natação;
2º Dia de manhã
Corrida de 30 000 metros com todo material de guerra.
Quem supera estas provas inicia no dia seguinte o curso de auxiliar de precursor/precursor.
Fase A
As disciplinas ministradas são:
Armamento, tiro, transmissões, topografia, sapadores, reconhecimento, patrulhas, luta próxima anticarro, socorrismo, técnica de transposição de obstáculos, nautismo, sobrevivência, combate em áreas urbanizadas, fuga e evasão, educação física militar.
O curso tem a duração de 10 semanas, e após o mesmo o formando estará apto a:
- Tirar o máximo rendimento do armamento;
- Tirar o máximo rendimento do equipamento de transmissões;
- Orientar-se como elemento de uma equipa prec usando cartas topográficos, GPS, etc;
- Aplicar técnicas de sapadores;
- Identificar material e equipamento em uso em operações militares;
- Atuar como comandante de uma equipa prec na execução de Patrulhas;
- Luta próxima anticarro (ACar), como comandante de uma equipa Prec;
- Socorrismo básico como comandante de uma equipa prec;
- Transposição de obstáculos como comandante de uma equipa Prec;
- Atuar como comandante de uma equipa Prec em operações anfíbias à superfície;
- Sobreviver por períodos curtos (inferior a 10 dias) sem apoio, em ambiente hostil;
- Atuar como comandante de uma equipa prec em combate em áreas edificadas;
- Atuar isoladamente e como comandante de equipa numa exfiltração apoiada e não apoiada.

Fase B
As disciplinas ministradas são:
Fotografia aérea, meteorologia, tráfego aéreo, material dos precursores, organização e emprego dos Ppecursores, lançamentos e exercício final.